# Brøgger-Gletscher
Der Brøgger-Gletscher ist ein 11 km langer Gletscher im Süden Südgeorgiens. Er fließt in westlicher Richtung zum südöstlichen Abschnitt des Undine South Harbor.
Der Name des Gletschers findet sich erstmals auf Kartenmaterial des norwegischen Geologen Olaf Holtedahl, der Südgeorgien im Jahr 1928 erkundete. Namensgeber ist vermutlich der norwegische Geologe und Mineraloge Waldemar Christofer Brøgger (1851–1940).